# Flabellum (Ulocyathus) alabastrum
Flabellum (Ulocyathus) alabastrum is een rifkoralensoort uit de familie van de Flabellidae. De wetenschappelijke naam van de soort is voor het eerst geldig gepubliceerd in 1873 door Moseley in Thomson.